# Kristian Halken
Kristian Halken, född 3 april 1955 i Horsens, är en dansk skådespelare.
Halken har bland annat medverkat i TV-serien Badhotellet. Han har även medverkat i filmerna Jultomtens dotter och Möte i Rom.

## Filmografi (i urval)
- 2013–2022 – Badhotellet (TV-serie)
- 2018 – Jultomtens dotter
- 2024 – Möte i Rom